# 鬼塚一聖
鬼塚 一聖（おにつか いっせい、1995年12月26日 - ）は、日本の元男性プロレスラー。大阪府大阪市出身。血液型O型。

## 経歴
- 小学校から高校まで野球に集中。桜宮高等学校では野球部に所属（同級生・野球部所属は山村武寛）。プロレスラーを目指すべくアニマル浜口ジムに入門する。
- すでにプロレスラーと活動していた山村の所属する＃STRONGHEARTSが中国で活動すると聞き、自ら入門を直訴し、上海での生活が始まる。
- 2019年2月23日、上海OWE訓練所における対ヤンハオ、ワンジン、T-cool戦でデビュー（パートナーはディズ、シンシェン）[1]。＃STRONGHEARTS生え抜き第1号となる。
- 2021年3月12日、＃STRONGHEARTSメンバーと共にGLEATへ入団[2]。
- 2021年7月1日、GLEAT Ver.1のタッグマッチ戦にてカズ・ハヤシからピンフォールを奪う。
- 2021年7月25日、G PROWRESTLING Ver.1大阪大会のシングル戦にて、CIMAからギブアップ勝ちをとる。
- 2021年8月4日、G PROWRESTLING Ver.2 新宿大会のタッグマッチ戦にて、飯塚優からギブアップ勝ちをとる。
- 2025年7月1日、G-RUSHを獲得。
- 2025年7月4日、GLEATの運営会社リデットエンターテインメントが、鬼塚に関して契約違反の疑いが浮上したため事実関係の調査を進めており、調査が完了するまでの間、鬼塚を無期限の出場停止措置とすることを発表した[3]。
- 2025年7月9日、引退を発表。違反が確認されたことで「1年間の選手活動謹慎処分」「弊社に発生した損害を違反金として支払う」「G-INFINITY並びにG-RUSHのタイトル剥奪」「オフィシャルファンクラブG組理事長の役職解任」の処分を発表。処分を了承したうえで、今後の活動に関して本人から引退を表明した[4]。

## 得意技
スピアー

## タイトル歴
GLEAT
- G-INFINITY王座（第9代）
パートナーは山村武寛
- G-RUSH王座（第2代）

全日本プロレス
- 50thスペシャル カーベルpresents 6人タッグトーナメント 優勝（2022年）
パートナーは入江茂弘&T-Hawk

## エピソード
- 桜宮高等学校野球部では山村武寛は1年からグラウンドでの練習だったが、鬼塚は3年間ベンチかスタンドの位置だった。

## 入場曲
- オニツカソウル
作曲:Hidetoshi Nishihara